# Ana Miranda
Ana Maria Nóbrega Miranda (Fortaleza, 19 d'agost de 1951) és una novel·lista, poeta i exactriu brasilera. Escriu guions, assaigs i ressenyes crítiques en diaris i revistes, i dona conferències en universitats i altres institucions.

## Biografia
Ana Miranda nasqué al 1951 al costaner barri Praia de Iracema, a Fortaleza, capital de l'estat de Ceará. Els seus pares eren l'enginyer José Américo de Almeida i Zuíla César Nóbrega. Quan tenia cinc anys, contractaren son pare com a enginyer civil per a la construcció de la ciutat de Brasília, futura capital de Brasil. El gener de 1957 es trasllada amb la seua família a Rio de Janeiro, mentre que son pare viu a Brasília, perquè el lloc de construcció era molt inhòspit, i encara no tenia escola, hospital ni cap comoditat. Dos anys després, es muden tots a Brasília.
Al 1967, quan Ana tenia 16 anys i la seua germana Marlui 17, ambdues guanyen el Festival de Música de Brasília, amb el xoro Boa vida. Ana estava molt involucrada en els seus estudis artístics i se n'anà a Rio de Janeiro a un curs d'estiu amb el gran artista Ivan Serpa. Sorpresa per la mort del seu pare, torna a Brasília. Al 1969 torna definitivament a Rio de Janeiro, on continua els estudis. Publica els llibres de poesia Anjos e demônios (1979) i Celebrações do outro (1984).

Entre 1971 i 1979 treballa com a actriu en llargmetratges brasilers:
| «             | Foi uma ótima experiência, aprendi muito, principalmente sobre o Brasil, pois pude viajar e penetrar muitas realidades de nosso país, conheci muitas pessoas inesquecíveis, adoro cinema. Mas não sei se posso chamar minha experiência de um trabalho de atriz, eu apenas estava por ali, e me convocavam a participar dos filmes, au gostava de viajar com as equipes de cinema. Era um tempo em que se fazia cinema por amor, mas a minha compulsão sempre foi autoral, jamais soube interpretar, não gosto de ser olhada. | Fou una experiència meravellosa; hi vaig aprendre molt, sobretot sobre Brasil, perquè vaig poder viatjar i conéixer moltes realitats dels nostre país; hi vaig conéixer moltes persones inoblidables, m'encisa el cinema. Però no sé si la meua experiència es pot considerar d'actriu: jo només hi era, i em convidaven a participar en las pel·lícules; m'agradava viatjar amb els equips de cinema. Llavors es feia cinema per amor, però a mi m'agradava l'autoria; mai vaig saber interpretar, i no m'agrada que em miren. | » |
| — Ana Miranda | | |   |

La seua vida literària començà al 1978, amb la publicació d'un llibre de poemes.
El 1989 publica la primera novel·la, Boca do inferno, que té com a protagonista el poeta bahià Gregório Matos. Recreant el llenguatge barroc en el discurs dels personatges, Ana Miranda narra la trama de l'assassinat del batle de Salvador de Bahia, on el rector António Vieira fou empresonat per la Justícia, i el poeta Gregório de Matos n'estigué sota sospita d'haver participat en el crim. Ana Miranda hi narra la història fictícia de Maria Berco, majordoma d'una dama de la família de Vieira, a qui se li encomana amagar la mà tallada del batle.
Fou un llibre tan ben acceptat que estigué durant un any en la llista dels llibres més venuts a Brasil del diari Jornal do Brasil.
Al 1990 fou guardonat amb el Premi Jabuti de Revelació. La seua segona novel·la, O retrato do rei (1991) és una recreació històrica de l'edat d'or de Brasil. El 1993 publica la tercera novel·la, Sem pecado, una ficció contemporània d'estil policíac que recorda les obres de Rubén Fonseca, conseller de Miranda en el seu primer llibre.
Al 1996 fou escriptora visitant a la Universitat Stanford, i ha donat conferències en les universitats de Berkeley, Dartmouth, Roma i Yale, entre d'altres.
Entre 1999 i 2003, Ana Miranda representà Brasil en el grup d'escriptors que concedeix anualment, a Roma i París, el Premi Unió Llatina de Novel·la.
Al 1995 publica una novel·la sobre el poeta Augusto dos Anjos, A última quimera, que rebé un premi de la Biblioteca Nacional. El 1996, Ana Miranda publica una altra novel·la de ficció històrica, Desmundo, que explica la història de les dones portugueses òrfenes que arriben al Brasil per casar-se amb els colons; el tema s'inspira en un episodi històric esmentat en una carta del rector Manoel da Nobrega, al 1554. Desmundo és una impressionant recreació del Brasil del s. XVI, narrat en primera persona per una dona. En Desmundo explora l'idioma portugués arcaic. El 2002, aquesta novel·la s'adaptà al cinema pel cineasta francés Alain Fresnot, que explorar el vessant més sociològic de la novel·la, en comptes del complex univers femení, religiós i supersticiós. També al 1996, Ana Miranda publica la novel·la Clarice, que narra de manera creativa i audaç la vida de Clarice Lispector (1920-1977), la gran escriptora ucraïnesobrasilera que revolucionà Brasil amb l'enfocament psicològic dels personatges literaris.
La novel·la Amrik (1997), que transcorre a la fi del s. XIX, parla dels immigrants libanesos a São Paulo.
Al 1998 Ana Miranda coordinà una col·lecció de poesies d'amor conventual, Que seja em segredo, que és la correspondència de poetes portuguesos amb monges enclaustrades. Des del 1998 col·labora amb la revista Caros amigos. El 1999 publica el primer llibre de contes, Noturnos, contes que s'encadenen com si es tractara d'una novel·la.
Entre 1999 i 2009, Ana Miranda viu a São Paulo. Al 2000, presenta una antologia de somnis, Caderno de sonhos, que semblen una desfilada aterridora de símbols i arquetips, escrit quan l'autora tenia vint-i-un anys. Hi ha una controvèrsia a l'entorn de la idea de si el llibre és real o és un invent de l'escriptora.
Al 2002, Ana Miranda publica la novel·la Dias & dias. Amb una narrativa que s'assembla més a la d'un diari íntim, una aparent informalitat en el llenguatge i informació sobre el Brasil del s. XIX, recrea la vida d'un dels més grans poetes romàntics de Brasil: Antônio Gonçalves Dias, autor de la Canção do exílio, la més famosa de totes les poesies brasileres: «Minha terra tem palmeiras, onde canta o sabiá…» (‘la meua terra té palmeres, on canta el tord'). El 2003, aquest llibre rep el Premi Jabuti en la categoria novel·la, i el premi de l'Acadèmia Brasilera de Lletres en la mateixa categoria.
Al 2003 publica Deus-dará, una col·lecció de contes escrits per a la revista Caros amigos. Al 2004 publica el seu primer llibre intantil juvenil, Flor do cerrado, que també inaugura la literatura autobiogràfica en la seua obra. Aquest mateix any (2004), Ana Miranda publica Prece a uma aldeia perduda, una llarga poesia que encarna tot el sentiment de l'exili i la pèrdua de les arrels i els orígens que es troba en la darrera frase d'Iracema, de José de Alencar: «Tudo passa, e nada passará, sobre a terra». Des d'agost de 2004, escriu cròniques en el Correo Braziliense sobre els seus records de l'època de la construcció de la capital brasilera. Miranda publica cinc llibres infantils.
Al 2009 publica una altra novel·la, Yuxin, ambientada als boscos d'Acre el 1919, basada en la recerca lingüística duta a terme per l'historiador Capistrano de Abreu. El llibre, que té una excel·lent portada realitzada per la mateixa escriptora, ve amb un CD homònim de Marlui Miranda (1949), cantant i compositora de música indígena del Brasil, i germana de l'escriptora (a qui dedica la novel·la).
A l'abril de 2009, comença una sèrie de cròniques sobre la ciutat de Fortaleza, on nasqué, publicades pel diari local O Povo. Després de passar cinc dècades allunyada de la seua terra natal, l'autora torna a Ceará, on resideix actualment.
Ana Miranda és una escriptora professional: participà en antologies, escrigué articles per a diaris i revistes. És també investigadora i coordinadora de publicacions: edità obres de Vinícius de Moraes i d'Otto Lara Resende.

## Obra literària

### Llibres publicats
- 1978: Anjos e demônios (poesia). Rio de Janeiro: José Olympio Editora/INL.
- 1983: Celebrações do outro (poesia). Rio de Janeiro: Antares.
- 1989: Boca do inferno (novel·la). São Paulo: Companhia das Letras.
- 1991: O retrato do rei (novel·la). São Paulo: Companhia das Letras.
- 1993: Sem pecado (novel·la). São Paulo: Companhia das Letras.
- 1995: A última quimera (novel·la). São Paulo: Companhia das Letras.
- 1996: Clarice (novel·la). São Paulo: Companhia das Letras.
- 1996: Desmundo (novel·la). São Paulo: Companhia das Letras.
- 1997: Amrik (novel·la). São Paulo: Companhia das Letras.
- 1998: Que seja em segredo (antologia poètica). Rio de Janeiro: Dantes.
- 1999: Noturnos (contes). São Paulo: Companhia das Letras.
- 2000: Caderno de sonhos (diari). Rio de Janeiro: Dantes.
- 2002: Dias & dias (novel·la). São Paulo: Companhia das Letras.
- 2003: Deus-dará (cròniques). São Paulo: Casa Amarela.
- 2004: Prece a uma aldeia perduda (poesia). São Paulo: Rècord.
- 2004: Flor do cerrado (infantil juvenil). Companhia das Letrinhas, São Paulo.
- 2005: Lig e o gato de rabo complicado (infantil). São Paulo: Companhia das Letrinhas.
- 2006: Mig, o descobridor (infantil). Rio de Janeiro: Rècord.
- 2006: Tomie, cerejeiras na noite (infantil juvenil). São Paulo: Companhia das Letrinhas.
- 2009: Lig e a casa que ri (infantil). São Paulo: Companhia das Letras.
- 2009: Yuxin, alma (novel·la). São Paulo: Companhia das Letras.
- 2010: Carta do tesouro (infantil i adult). Fortaleza: Armazém da Cultura.
- 2010: Mig, o sentimental (infantil). Rio de Janeiro: Rècord.

## Filmografia[4]

### Com a actriu
- 1971: Os devassos.
- 1971: O rei dos milagres.
- 1971: Mãos vazías.
- 1971: Com era gostoso o meu francês, com una índia brasilera.
- Anchieta
- 1972: Quem é Beta?
- 1972: João en het mes, com Maria
- 1973: Amor, carnaval e sonhos, de Paulo César Saraceni, com Isolde/Iansan
- 1973: O capote (pel·lícula de televisió).
- 1974: Ovelha negra, uma despedida de solteiro.
- José do Brasil, de Paulo César Saraceni;
- 1975: A lenda de Ubirajara.
- 1976: Padre Cícero.
- 1976: A nudez de Alexandra, com Diana.
- 1977: Na ponta da faca.
- 1977: Tenda dos milagres.
- Crônica de um industrial, de Luiz Rosemberg Filho;
- A faca e o rio, de George Sluizer, una coproducció de Brasil i Països Baixos, en què fou protagonista, al costat de Jofre Soares.
- 1978: Crônica de um industrial.
- 1978: Amor bandido.
- 1979: O princípio do prazer.
- 1979: A rainha do rádio.

### Com a escriptora
- 2002: Desmundo, d'Alain Fresnot.

## Premis i reconeixements
- 1990: Premi Jabuti a la revelació de l'any, per Boca do inferno.
- 2003: Premi Jabuti a la novel·la de l'any, per Dies i dies.
- 2003: Premi de l'Acadèmia Brasilera de Lletres per Dies i dies.